# Atella (Basilikata)
Atella ist eine süditalienische Gemeinde (comune) mit 3632 Einwohnern (Stand 31. Dezember 2023) in der Provinz Potenza in der Basilikata. Die Gemeinde liegt etwa 29,5 Kilometer nordnordwestlich von Potenza im Valle di Vitalba.

## Geschichte
Die heutige Siedlung Atella entstand zwischen 1320 und 1330 durch die Reformen Johanns II. von Lothringen. Schon in der Römerzeit gab es mit Celenna in der Nähe eine stadtähnliche Ortschaft.
Der Ort wurde am 8. September 1694 durch ein Erdbeben vollständig zerstört.

## Wirtschaft und Verkehr
Durch die Gemeinde führt die Strada Statale 93 Appulo Lucana von Barletta nach Potenza. In etwa parallel dazu berührt auch die Strada Statale 658 Potenza-Melfi das Gemeindegebiet.
In der Gemeinde wird der Aglianico del Vulture angebaut. Das Vulture-Olivenöl wird aus den hiesigen Oliven gewonnen.